# 山野アンダーソン陽子
山野 アンダーソン 陽子（やまの アンダーソン ようこ、1978年 - ）は、日本のガラス工芸作家。

## 概要
日本出身でスウェーデンストックホルムを拠点に活動している。母に連れられて行った展覧会で、ガラスの作品に興味を持った。

## 経歴
1978年、日本に生まれる。
スウェーデン国立美術工芸デザイン大学を卒業後、スウェーデンのガラス工場で吹きガラスの手法を学ぶ。
2011年、ストックホルム市より文化賞を授与。
2014年よりスウェーデンの国会議事堂内で作品が展示されている。
2018年、自身のガラス作品を、18人の画家が静物画として描くプロジェクトを開始した。
2019年、デザインしたテーブルウェア（陶磁器）が東京西海より発売。2024年3月1日よりブランド名を「Cords」に改称。

## 著書
- 『Glass Tableware in Still Life』torch press、2023年